# Trochalus jokoensis
Trochalus jokoensis är en skalbaggsart som beskrevs av Moser 1917. Trochalus jokoensis ingår i släktet Trochalus och familjen Melolonthidae. Inga underarter finns listade i Catalogue of Life.